# Theodor Dannecker

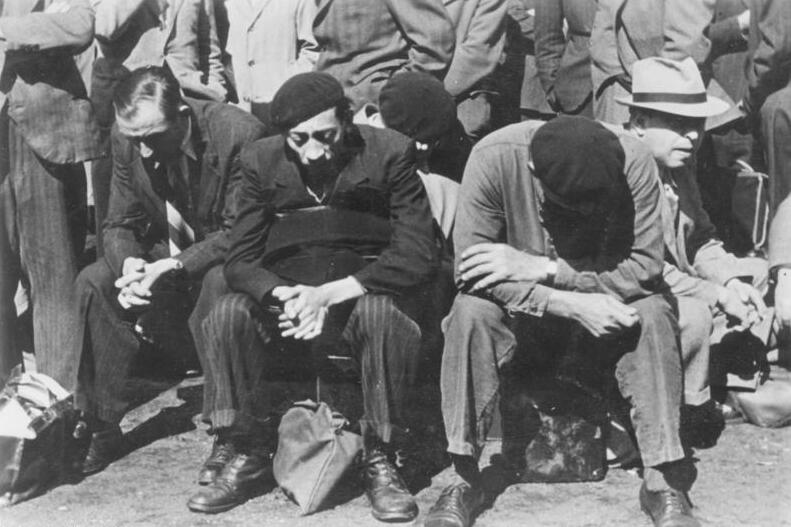
Arresterade judiska män i Paris, augusti 1941.

Theodor Dannecker, född 27 mars 1913 i Tübingen, död 10 december 1945 i Bad Tölz, var en tysk SS-officer vid Reichssicherheitshauptamt (RSHA), Nazitysklands säkerhetsministerium. Han var en av Adolf Eichmanns medarbetare.
Under andra världskriget organiserade Dannecker gripandet och deportationerna av judar i flera av Europas länder. Mellan 1940 och 1942 samarbetade han med den franska polisen i syfte att deportera landets judiska befolkning till Nazitysklands förintelseläger. Dannecker var senare verksam i Bulgarien och Italien för att under krigets sista år ingå i Sondereinsatzkommando Eichmann som planerade och genomförde förintelsen i Ungern.
Efter andra världskriget greps Dannecker av allierade soldater. Han begick självmord i amerikanskt häkte.

## Inträde i SS och SD
Theodor Danneckers far var soldat i första världskriget och stupade 1918. Dannecker hade vid 17 års ålder, i skuggan av den stora depressionen, förgäves försökt driva familjens tvätteriföretag.
Dannecker inträdde i NSDAP och SS år 1932. År 1934 blev han vakt i koncentrationslägret Columbia-Haus i Berlin och året därpå i Oranienburg. Så småningom kom Dannecker att tjänstgöra vid säkerhetstjänsten, Sicherheitsdienst (SD), och dess regionkontor i sydvästra Tyskland.
Den 17 juni 1936 utsågs Heinrich Himmler till chef för den tyska polisen. Han omorganiserade polisväsendet och skapade två grenar: Ordnungspolizei (Orpo) och Sicherheitspolizei (Sipo), som bestod av Gestapo och Kripo. Reinhard Heydrich var chef för det ännu fristående Sicherheitsdienst och rekryterade fyra män för utarbetande av en plan för ett judefritt Europa: Dannecker, Eichmann, Dieter Wisliceny och Herbert Hagen. År 1937 knöts Dannecker till SD:s avdelning II/112, som förestods av Adolf Eichmann. Dannecker fick i uppdrag att kartlägga assimilerade judar i Tyskland. Dannecker blev känd som initierad sakkunnig beträffande frågor om ekonomisk exploatering och fördrivning av judar. Vid en konferens den 1 november 1937 om de antijudiska lagarnas effekter sedan Adolf Hitlers maktövertagande 1933 var Dannecker föredragande. Dannecker betonade, att de raslagar, som hade formulerats i Nürnberglagarna 1935, måste upprätthållas och att judarna skulle utsättas för ständig polisövervakning. Dannecker menade, att det var av största vikt att judarnas tillvaro inom riket skulle bli "outhärdlig". I mitten av mars 1938 annekterade Tyskland grannlandet Österrike genom Anschluss och Dannecker deltog samma år i etablerandet av Centralkontoret för judisk emigration i Wien. (Tidigare samma år hade Rikscentralen för judisk emigration inrättats i Berlin.)

## Nisko och Madagaskar
Den 1 september 1939 invaderade Nazityskland sin granne Polen. Kort efter den polska kapitulationen höll Hitler ett tal i tyska riksdagen, i vilket han förklarade att erövringen av Polen hade öppnat för nya möjligheter beträffande lösningen av judefrågan. Han förordade att judarna skulle fördrivas från det tyska riket till den del av Polen som inte hade införlivats med Tredje riket. Detta ockuperade territorium inrättades som Generalguvernementet den 26 oktober 1939. Hitler uppdrog åt Heinrich Müller att sondera terrängen för deportation av rikstyska judar samt polacker och judar i Warthegau till Generalguvernementet. Müller, i sin tur, delegerade uppgiften åt Adolf Eichmann; denne valde ut orten Nisko, belägen cirka 85 kilometer sydväst om Lublin, som deportationsmål. Dannecker och Rolf Günther befattades med att samordna tågtransporterna till Nisko, vilket skedde i samarbete med det lokala Deutsche Reichsbahn-kontoret i Oppeln. Günther beordrade ledaren för den judiska kommuniteten i Wien, Josef Löwenherz, att rekrytera 1 200 arbetsföra judar med uppgift att uppföra bostadsbaracker i Nisko. Eichmann planerade Nisko som ett judiskt reservat under tysk administration. Tusentals judar hann deporteras till Nisko, innan projektet inställdes. De lokala myndigheterna vägrade att ansvara för de deporterade judarna och den tyska militära ledningen i området krävde att järnvägarna skulle nyttjas för transport av manskap och krigsmateriel. Lägret i Nisko stängdes i april 1940 och de judar som överlevt fördes till Wien och Prag.
Efter det franska fälttåget 1940 framstod ön Madagaskar som en tänkbar territoriell lösning på judefrågan. Dannecker sammanställde ett dokument med ekonomiska, geologiska och klimatiska förutsättningar för deportation av judar till Madagaskar. Flera miljoner judar skulle tvångsförflyttas från bland annat Polen, Frankrike, Belgien, Nederländerna och Slovakien. Judarnas förmögenheter skulle beslagtas och deras egendomar exproprieras, innan de med fartyg skulle föras till Madagaskar. Det var av högsta vikt att sjövägarna var säkra farleder och kunde hållas fria från fiendens inblandning. Madagaskarplanen övergavs på projektstadiet, då Tyskland befann sig i krig med Storbritannien och inte hade förhandlat fram något fredsfördrag med det besegrade Frankrike. Även Vichyregimens maktlöshet bidrog till att planen skrinlades.

## Frankrike
Dannecker kommenderades till Paris i början av september 1940 som Eichmanns "Judenberater", rådgivare i judiska frågor. Danneckers uppdrag bestod i att leda gripandet och interneringen av franska judar och från 1942 att övervaka deportationen av dessa till Auschwitz. Initialt gällde det för Dannecker att socialt isolera judarna i den av Tyskland ockuperade zonen i norra Frankrike. Genom nära samarbete med den tyska militära administrationen, tyska ambassaden i Paris och Vichyregimen kom Dannecker att i slutet av 1940 bli den drivande kraften bakom förföljelsen av Frankrikes judar. Innan Dannecker hade anlänt till Frankrike, hade Vichyregimen emellertid infört antijudiska lagar, vilka i princip var strängare än den tyska förlagan, Nürnberglagarna.
År 1941 intensifierade Dannecker trycket på de franska myndigheterna att efterkomma hans krav på gripande av såväl franska som icke-franska judar. Dannecker fick dock erfara att den franska polisen var motvillig att samarbeta med tyska Sicherheitsdienst i gripandet av franska judar. Danneckers överordnade inom SS i Paris var också tveksamma till Danneckers deportationsplaner, då de inte ville riskera franska regeringens kollaboration. Men i mars 1942 inrättade Vichyregimen på initiativ av Dannecker Commissariat Général aux Questions Juives (CGQJ; "Generalkommissariatet för judiska frågor") under ledning av Xavier Vallat, en fanatisk antisemit. Dannecker anmodade Vichyregimen att samla ihop och internera judiska personer i avvaktan på deportation. Dannecker piskade upp stämningen mot de franska judarna och tillsammans med chefen för Sipo och SD i Paris, Helmut Knochen, sökte han framkalla en pogrom genom att låta sätta flera parisiska synagogor i brand. Den tyska militära administrationen reagerade kraftigt på detta tilltag och krävde att Sipo/SD skulle lugna ned sig.
Den 20 januari 1942 var Reinhard Heydrich ordförande vid Wannseekonferensen utanför Berlin. Konferensens syfte var att samordna den slutgiltiga lösningen administrativt och logistiskt. Efter detta möte började de tyska myndigheterna att på allvar planera deportationerna av Frankrikes judar. I början av mars 1942 kallades Dannecker till en konferens med Eichmann i Berlin. Dannecker fick instruktioner att initiera deportationerna av franska judar och i slutet av månaden tvångsförflyttades drygt 1 000 judar till Auschwitz. Judarna förflyttades med passagerartåg och Dannecker reste till Auschwitz för att övervaka ankomsten. Han insåg, att tåg med godsvagnar skulle kräva färre vakter. I april 1942 klargjorde den nytillträdde premiärministern Pierre Laval för Dannecker att den franska polisen inte skulle delta i massgripanden av judar, då ett sådant företag skulle ta för stora resurser i anspråk.
I mitten av augusti 1942 avskedades Dannecker från sin post på order av Helmut Knochen. Officiellt gällde det en trafikförseelse, men den bakomliggande anledningen var att Dannecker hade druckit sig redlöst berusad på en parisisk nattklubb. Detta beteende var intolerabelt, då Himmler hade infört alkoholförbud för SS-officerare.
Enligt den franske advokaten Serge Klarsfeld, som med sin hustru Beate Klarsfeld spårade upp Klaus Barbie 1971, kunde ingen av Eichmanns medarbetare än Dannecker ha initierat och intensifierat förföljelsen av Frankrikes judar på ett mera effektivt vis.

## Balkan
Dannecker kommenderades i januari 1943 till Bulgarien, som i mars 1941 hade anslutit sig till axelmakterna. Dannecker samarbetade i Bulgarien med Alexander Belev, som hade grundat den nationalistiska organisationen Ratnik. Dannecker och Belev kom i februari 1943 överens om planerna för deportation av judar i de ockuperade områdena i östra Makedonien och Thrakien. Under mars månad 1943 deporterades 11 343 judar från östra Makedonien och Thrakien till Auschwitz och Treblinka. Dannecker ställde även krav på deportation av minst 20 000 judar som befann sig i det egentliga Bulgarien, men starka protester initierades av Dimitar Peshev, justitieminister och vice talman i Bulgariens parlament. Invändningarna spreds och även Bulgarisk-ortodoxa kyrkan motsatte sig officiellt deportationsplanerna. Danneckers försök att deportera Bulgariens judar misslyckades.

## Italien
I juli 1943 avsattes Italiens fascistiske ledare Benito Mussolini, som dessförinnan hade vägrat att lämna ut de italienska judarna. I september samma år kapitulerade Italien till de allierade, men Tyskland ockuperade då de norra och centrala delarna av landet. Dannecker anlände till Italien i oktober för att organisera deportationerna av italienska judar. Drygt 8 500 judar kom att deporteras, de flesta till Auschwitz. Dannecker samarbetade med Herbert Kappler, tysk polischef i det ockuperade Rom, och tillsammans administrerade de gripanden och deportationer av judar över huvudet på Eichmann.

## Ungern

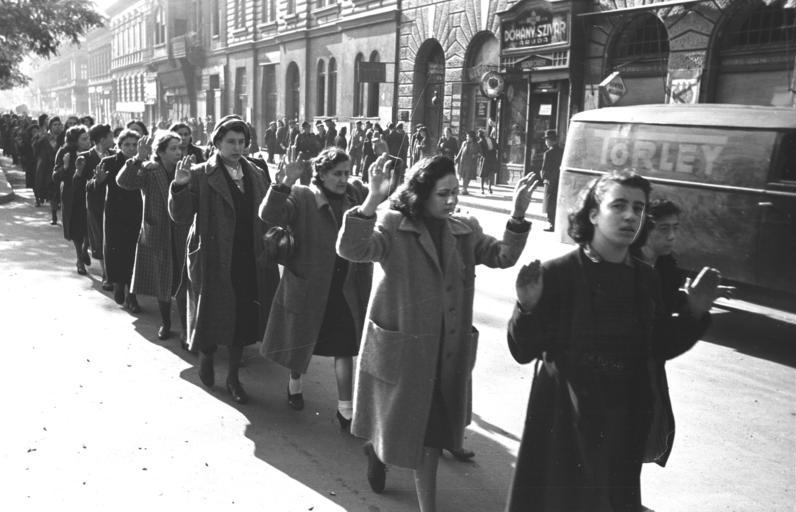
Arresterade judinnor i Budapest, oktober 1944.

Under slutet av år 1943 gjorde Nazityskland upprepade försök att få de ungerska myndigheterna att deportera de ungerska judarna, men den ungerska regeringen under ledning av premiärminister Miklós Kállay vägrade att tillmötesgå påtryckningarna från sin bundsförvant. Kállay aviserade i början av januari 1944 att Ungern ämnade lämna förbundet med Tyskland, vilket ledde till att tyska trupper i mitten av mars ockuperade Ungern. Kállay ersattes med den tyskvänlige Döme Sztójay, som lät inleda deportationerna av judar. Eichmann anlände till Budapest den 21 mars 1944 med sitt Sondereinsatzkommando, i vilket bland andra Dannecker, Wisliceny, Franz Abromeit, Hermann Krumey och Franz Novak ingick. Dannecker ledde gripandet av 8 000 namngivna judar, i huvudsak läkare och jurister. Även när Röda armén i slutet av december 1944 inringade och belägrade Budapest insisterade Dannecker och Eichmann på att deportationerna till Tyskland skulle fortsätta.

## Möte med Raoul Wallenberg
Den svenske diplomaten Raoul Wallenberg anlände till Budapest i juli 1944 och inledde sitt arbete med att förse ungerska judar med skyddspass för att rädda dem undan Förintelsen. Eichmann och hans stab hade mellan den 15 maj och den 8 juli deporterat omkring 440 000 ungerska judar till Auschwitz-Birkenau. Den 29 november 1944 befann sig Wallenberg vid järnvägsstationen i distriktet Józsefváros i Budapest för att  leda en räddningsaktion för judiska arbetare som denna dag skulle deporteras som slavarbetskraft. Wallenberg uppmanade de judar som hade skyddspass att återvända till sina sysslor i staden. Dannecker dök upp och förbjöd judarna att lämna perrongerna. Wallenberg protesterade, men Dannecker hävdade att Wallenberg försökte rädda judar under falska förespeglingar. Dannecker drog sin pistol och siktade på Wallenberg, som då valde att lämna stationen.

## Död
Efter andra världskrigets slut gick Dannecker under jorden. Han blev dock gripen av amerikanska soldater och internerades i Bad Tölz i södra Bayern. Dannecker medgav att han i flera länder övervakat deportationer av judar. Efter att ha skrivit en redogörelse om sina förehavanden under andra världskriget hängde han sig i sin cell.

## Befordringar inom SS
- SS-Oberscharführer: januari 1937
- SS-Untersturmführer: 10 september 1939
- SS-Obersturmführer: april 1940
- SS-Hauptsturmführer: 30 januari 1942